# Tall Ar Gharbijja
Tall Ar Gharbijja (arab. تل عار غربية) – wieś w Syrii, w muhafazie Aleppo. W 2004 roku liczyła 988 mieszkańców.